# Calathea rufibarba
Calathea rufibarba là một loài thực vật có hoa trong họ Marantaceae. Loài này được Fenzl mô tả khoa học đầu tiên năm 1879.

## Hình ảnh

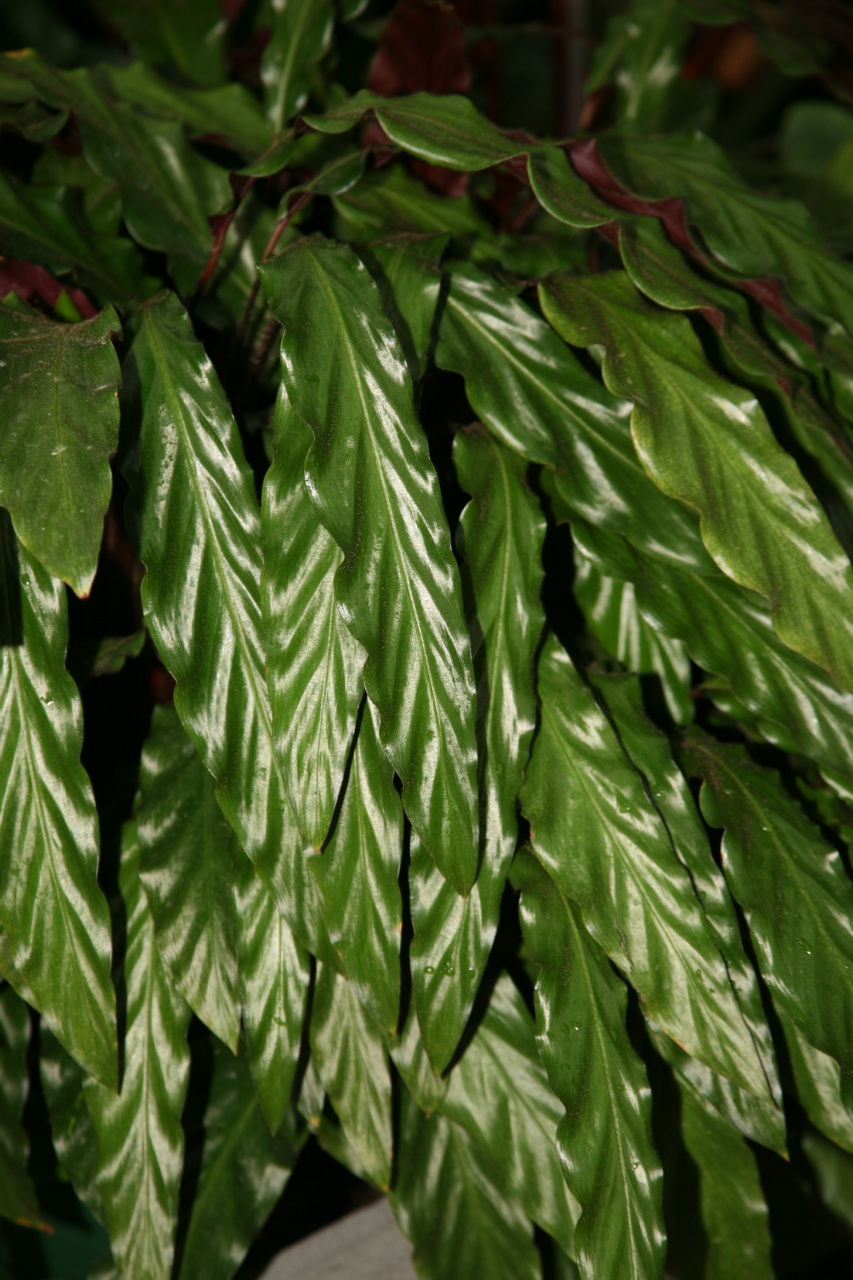
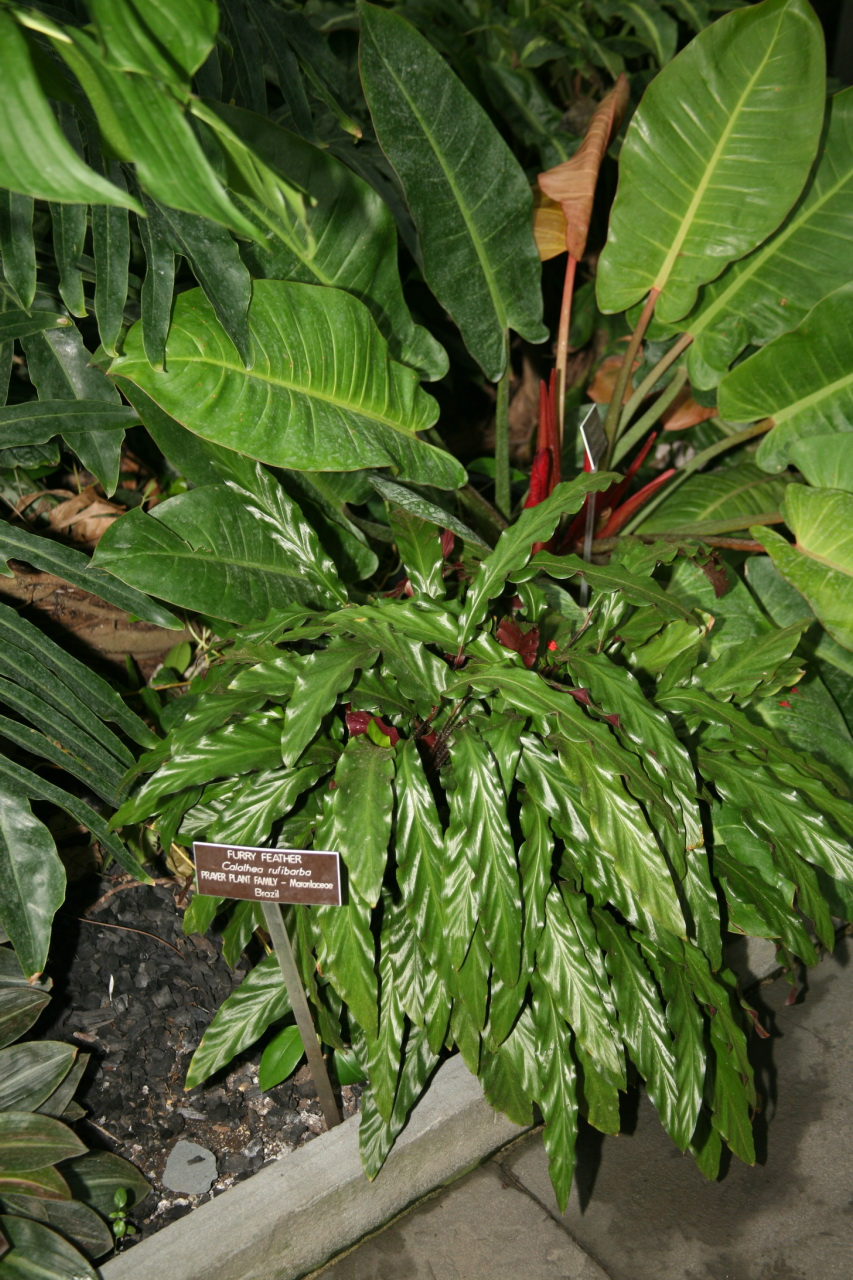
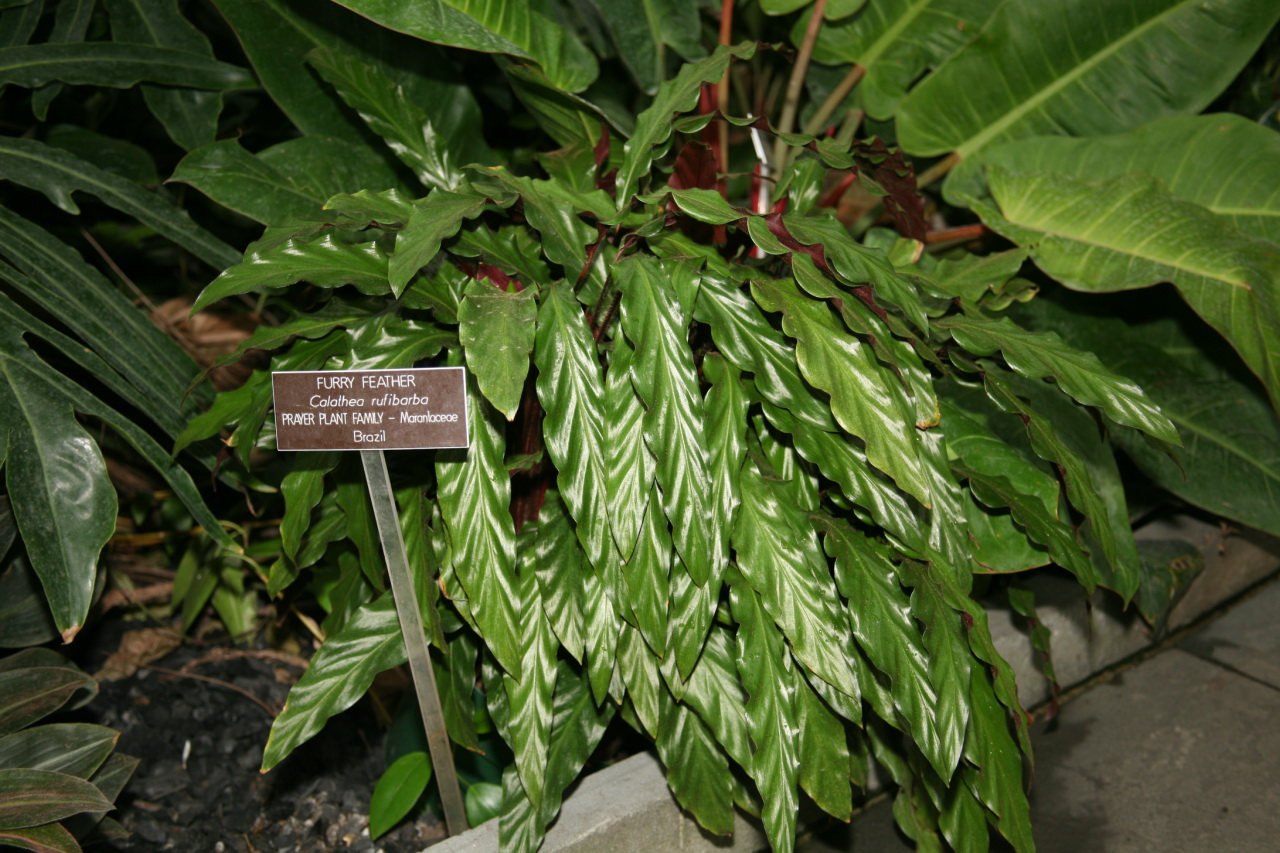
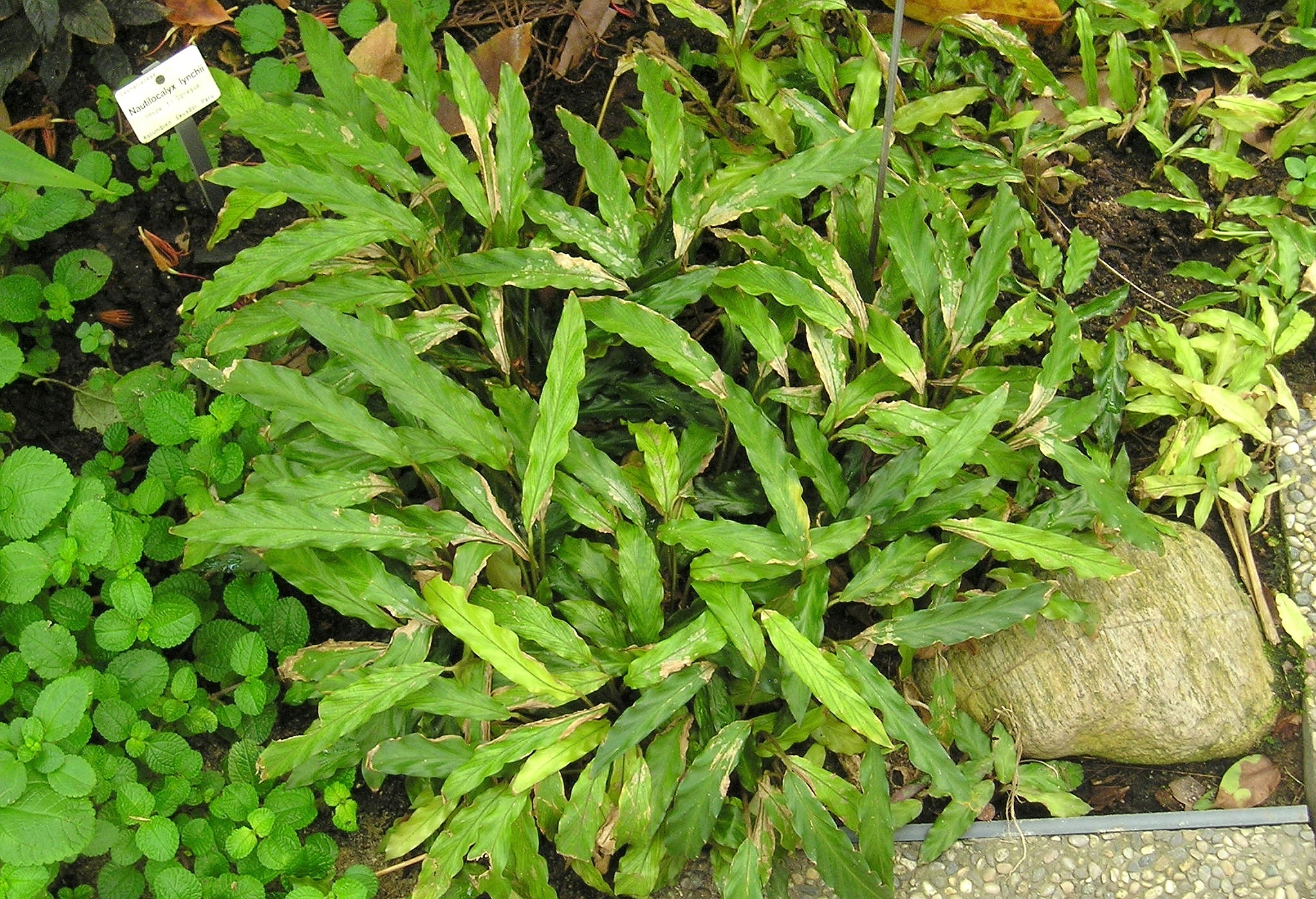